# Авиастроительная
«Авиастрои́тельная» (тат. Авиатөзелеш) — 10-я станция Казанского метрополитена. Конечная Центральной линии. Расположена между действующей станцией «Северный вокзал» и перспективной «Беломорская». Открытие состоялось 9 мая 2013 года, в составе четвёртого пускового участка первой линии Казанского метрополитена «Козья Слобода — Авиастроительная». В ходе интернет-голосования на сайте мэрии в мае 2012 года по возможному переименованию станции проектное название значительно опережало «Соцгород» и тем более другие предложения. Названа по Авиастроительному району.

## Описание
Располагается в начале одноимённого района, в микрорайоне Соцгород, вдоль улицы Копылова между улиц Побежимова и Белинского. Обслуживает близлежащие жилые массивы.
Станция односводчатая с максимальной высотой свода от уровня платформы 6 метров, с двумя подземными вестибюлями и блоком служебных помещений. Конструкции станции выполнены из монолитного железобетона. В интерьере стиля хай-тек обыгрывается тема авиастроения (фюзеляж самолёта и прочее). Перед станцией по ходу пикетажа расположен перекрестный съезд с тупиками и ПТО для оборота и осмотра подвижного состава и отстоя трех составов в тупиках в ночное время.

## Строительство
27 декабря 2009 года началась проходка перегонных тоннелей в сторону станции «Северный вокзал».
К ноябрю 2011 года были готовы оба перегонных тоннеля, началась засыпка станции и обустройство платформы.
На 2 апреля 2012 года в вестибюлях полным ходом велись отделочные работы. Станционно-тяговая подстанция готовилась к приему оборудования.
13 июля 2012 года на строительстве станции погиб рабочий.
Северный вестибюль станции был открыт для пассажиров чуть позднее южного, ориентировочно — в июле 2013 года.

## Привязка общественного транспорта

### Автобус
| 6  | Козья слобода Яшьлек Северный вокзал [[Кремлёвская (станция метро, Казань)\|Кремлёвская ]] | Речной порт       | Посёлок Северный          |  |    |                  |                 |
| 18 | Проспект Победы Горки Яшьлек Северный вокзал [[Дубравная (станция метро, Казань)\|Дубравная]] [[100-летие ТАССР (станция метро, Казань)\|100-летие ТАССР]] [[Академическая (станция метро, Казань)\|Академическая]] [[Зилант (станция метро, Казань)\|Зилант]] [[Тулпар (станция метро, Казань)\|Тулпар]] | Переулок Дуслык   | Улица Северополюсная      |  |    |                  |                 |
| 33 | Яшьлек Северный вокзал [[Дубравная (станция метро, Казань)\|Дубравная]] [[100-летие ТАССР (станция метро, Казань)\|100-летие ТАССР]] [[Академическая (станция метро, Казань)\|Академическая]] [[Зилант (станция метро, Казань)\|Зилант]] [[Тулпар (станция метро, Казань)\|Тулпар]]                       | Ферма-2           | Улица Ленинградская       |  |    |                  |                 |
| 40 | | Кафе Ак Барс      | КДК им. Ленина            |  |    |                  |                 |
| 42 | | Борисоглебское    | КДК им. Ленина            |  |    |                  |                 |
| 43 | Суконная слобода Северный вокзал | Улица Техническая | Улица Химическая          |  |    |                  |                 |
| 53 | Северный вокзал | Речной порт       | Улица Ленинградская       |  |    |                  |                 |
| 60 | Северный вокзал | Улица Химическая  | Жилой массив Дербышки     |  |    |                  |                 |
| 78 | Яшьлек Северный вокзал | Яшьлек            | Жилой микрорайон Крутушка |  |    |                  |                 |
| 89 | Козья слобода Яшьлек Северный вокзал [[Тулпар (станция метро, Казань)\|Тулпар]] [[Зилант (станция метро, Казань)\|Зилант]] | Улица Гудованцева | Улица Академика Сахарова  |  |    |                  |                 |
| 92 | | КДК имени Ленина  | Дальние сады              |  | 93 | КДК имени Ленина | Берновые Ковали |

### Трамвай
| № | Пересадки       | Конечный пункт 1       | Конечный пункт 2 |
| - | --------------- | ---------------------- | ---------------- |
| 1 | Северный вокзал | Железнодорожный вокзал | Улица Химическая |
| 6 | Северный вокзал | Караваево              | Улица Халитова   |

## Фотографии

Платформа станции во время строительства, декабрь 2012
Пути станции
Один из вестибюлей, декабрь 2012
Платформа станции во время строительства, апрель 2013
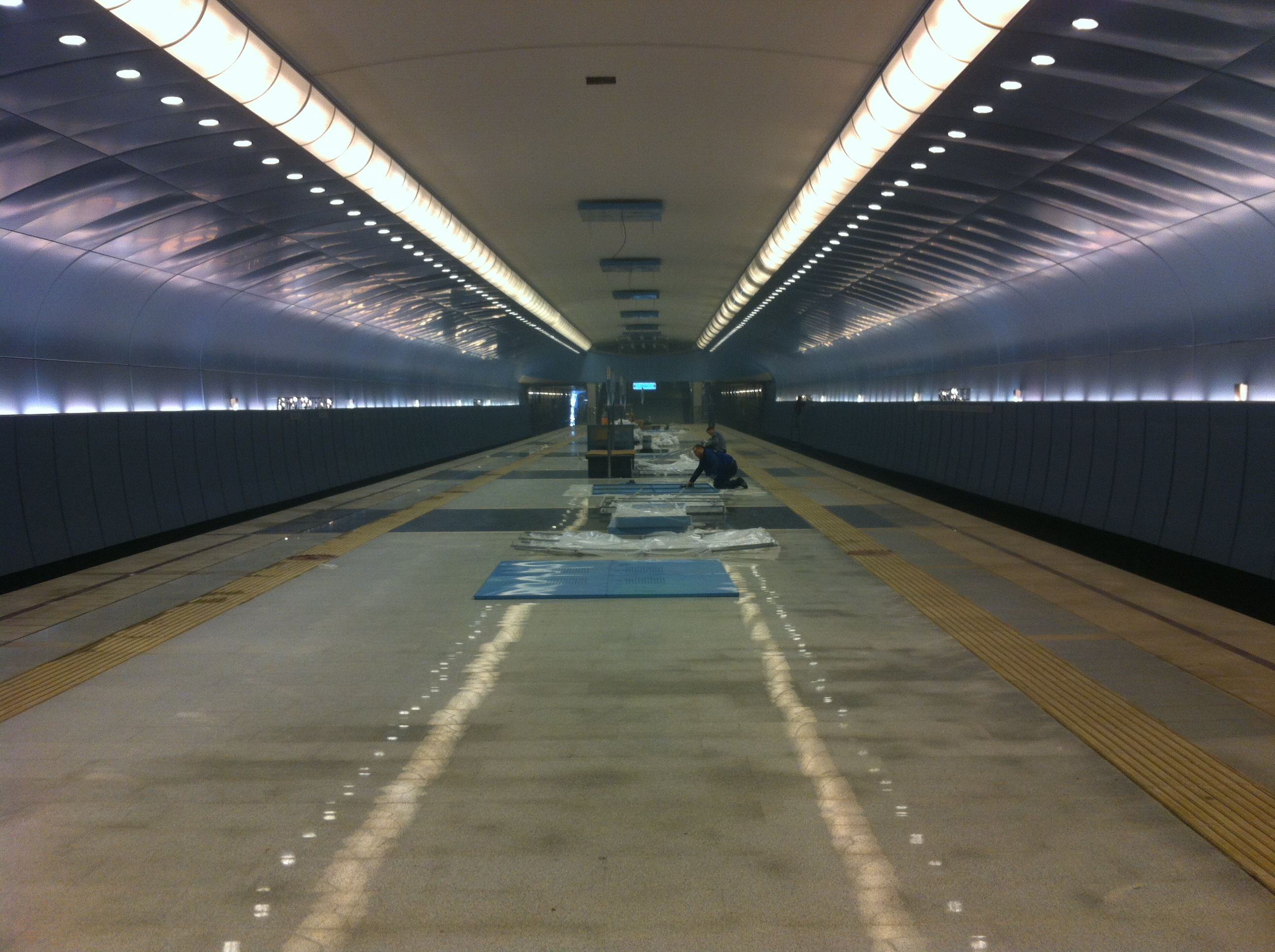
Платформа станции за день до пуска, 8 мая 2013